# Schloss Seyboldsdorf

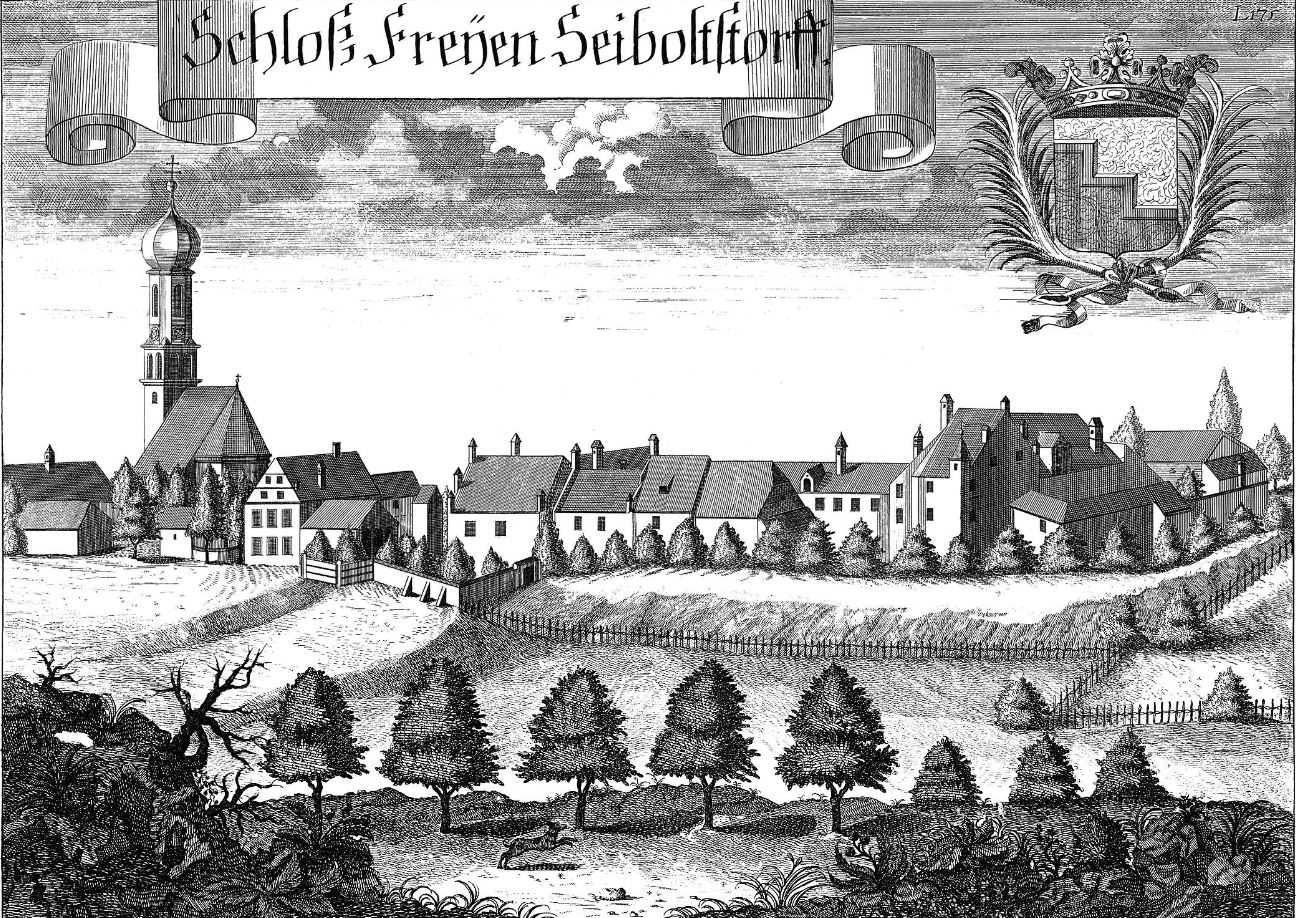
Schloss Seyboldsdorf bei Vilsbiburg um ca. 1723

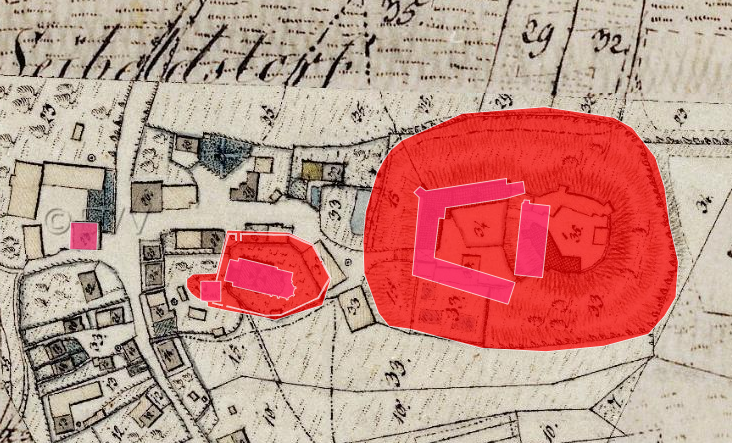
Lageplan von Schloss Seyboldsdorf auf dem Urkataster von Bayern

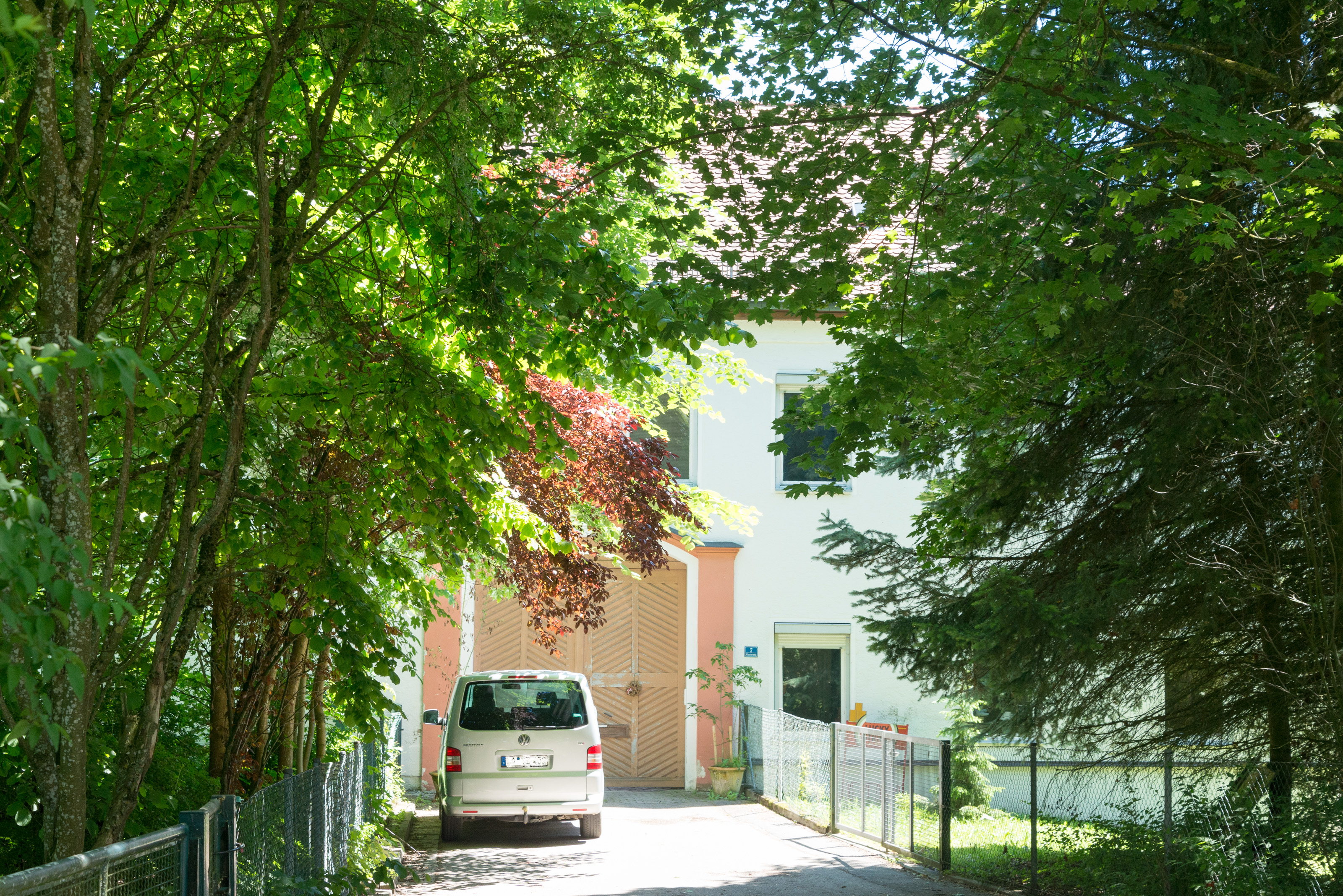
Schloss Seyboldsdorf 2014

Schloss Seyboldsdorf ist ein Schloss in Seyboldsdorf im Landkreis Landshut in Bayern. Das Hauptgebäude ist eine Vierflügelanlage um einen engen Hof aus dem späten 18. Jahrhundert. Von 1951 bis 2004 diente es dem Schwesternorden der Magdalenerinnen als Kloster Seyboldsdorf. Die Anlage  wird als denkmalgeschütztes Baudenkmal unter der Aktennummer D-2-74-184-104 sowie als Bodendenkmal unter der Aktennummer D-2-7540-0220 geführt.

## Geschichte
Die erste urkundliche Erwähnung des Ortes Seyboldsdorf geht einher mit der Nennung des bayerischen Uradelsgeschlechts der Seiboldsdorfer im Jahre 938. 1506 wird erstmals das Hofmarkschloss der unter den Vertretern der drei Linien Niederpöring, Schenkenau und Ritterswörth dreigeteilten Hofmark Seyboldsdorf, mit Zugehörigkeit zum Landgericht Biburg genannt. 1536 wird eine Kapelle zum Schloss hinzugefügt. 1638 gingen mit der Fideikommiss alle drei Teile der Hofmark auf Hans Albrecht von und zu Seyboldstorff und die Linie Niederpörring über. Bei Ende des Dreißigjährigen Krieges wurde der Ort 1648 gebrandschatzt, nur das Schloss konnte durch eine hohe Brandsteuer an die Schweden gerettet werden. Aus der Hofmark ging infolge des Gemeindeedikts in Bayern 1818 die Gemeinde Seyboldsdorf mit den Ortsteilen Seyboldsdorf, Feldkirchen, Geiselsdorf, Geratspoint, Giersdorf, Haidberg, Haubenberg, Hermannsöd, Hippenstall, Karwill, Lohe, Mühlen, Reit, Schachten, Spitzenberg und Thalham und 1820 Patrimonialgericht II. Klasse Seyboldsdorf mit Sitz in Aham hervor.
Im Jahr 1951 wurde das Schloss vom letzten Stammhalter derer zu Seyboldsdorf an 1945 aus dem niederschlesischen Lauban vertriebenen Magdalenerinnen zur hl. Dreifaltigkeit verkauft. Der Konvent wurde im Jahr 2004 wegen Überalterung aufgelöst.
Ende 2009 ging das Schloss in Privatbesitz über.

## Baubeschreibung
Vierflügelanlage des späten 18. Jahrhunderts, Ausbau der Anlage 1868, zweigeschossige, weitgehend ungegliederte Gebäude, an der Westfassade Portal mit Pilastergliederung, mit Schlosskapelle und Ausstattung.